# Liste italienischer Nationaldenkmale
Diese Liste italienischer Nationaldenkmale nennt Gebäude und Orte, die in der Geschichte Italiens eine besonders bedeutende Rolle spielten. Grundlage hierfür ist ursprünglich ein Gesetz vom 7. Juli 1866, das nach dem Risorgimento solche bedeutsamen Stätten zu „Monumenti nazionali – Nationaldenkmalen“ erklärte. Seitdem sind zahlreiche Stätten hinzugekommen.
Zusätzlich wurden bestimmte Areale, die in der jüngeren italienischen Geschichte eine Rolle spielten, zu „Zone Monumentali“ erklärt. Außerdem wurde zahlreichen Kathedralen und Kirchen der Status eines Nationaldenkmals zugeschrieben.
Die Liste erhebt keinen Anspruch auf Vollständigkeit.

## Monumenti nazionali

### Region Abruzzen
| Provinz  | Gemeinde               | Monument                         | Jahr | Rechtsgrundlage                               |
| -------- | ---------------------- | -------------------------------- | ---- | --------------------------------------------- |
| Chieti   | Chieti                 | Cattedrale di San Giustino       | 1940 | Regio decreto 21 novembre 1940, n. 1746       |
| Chieti   | Francavilla al Mare    | Convento di Santa Maria di Gesù  | 1939 | Regio decreto-legge 8 settembre 1939, n. 1511 |
| Chieti   | Lanciano               | Kathedrale von Lanciano          | 1940 | Regio decreto 21 novembre 1940, n. 1746       |
| Chieti   | Ortona                 | Basilica di San Tommaso Apostolo | 1940 | Regio decreto 21 novembre 1940, n. 1746       |
| Chieti   | Vasto                  | Dom von Vasto                    | 1940 | Regio decreto 21 novembre 1940, n. 1746       |
| L’Aquila | Corfinio               | Basilika San Pelino              | 1940 | Regio decreto 21 novembre 1940, n. 1746       |
| L’Aquila | L’Aquila               | Dom von L’Aquila                 | 1940 | Regio decreto 21 novembre 1940, n. 1746       |
| L’Aquila | Sulmona                | Kathedrale San Panfilo           | 1940 | Regio decreto 21 novembre 1940, n. 1746       |
| Pescara  | Castiglione a Casauria | Abtei San Clemente               | 1894 | Regio Decreto - 28 giugno 1894                |
| Pescara  | Penne                  | Dom von Penne                    | 1940 | Regio decreto 21 novembre 1940, n. 1746       |
| Teramo   | Atri                   | Kathedrale Santa Maria Assunta   | 1899 | Regio decreto-legge 19 febbraio 1899, n. 534  |
| Teramo   | Teramo                 | Dom von Teramo                   | 1940 | Regio decreto 21 novembre 1940, n. 1746       |

### Region Aostatal
| Gemeinde | Monument             | Jahr | Rechtsgrundlage                         |
| -------- | -------------------- | ---- | --------------------------------------- |
| Aosta    | Kathedrale von Aosta | 1940 | Regio decreto 21 novembre 1940, n. 1746 |

### Region Apulien
| Provinz               | Gemeinde              | Monument                             | Jahr | Rechtsgrundlage                         |
| --------------------- | --------------------- | ------------------------------------ | ---- | --------------------------------------- |
| Bari                  | Acquaviva delle Fonti | Kathedrale von Acquaviva delle Fonti | 1940 | Regio decreto 21 novembre 1940, n. 1746 |
| Bari                  | Altamura              | Kathedrale von Altamura              | 1940 | Regio decreto 21 novembre 1940, n. 1746 |
| Bari                  | Bari                  | Kathedrale von Bari                  | 1940 | Regio decreto 21 novembre 1940, n. 1746 |
| Bari                  | Bisceglie             | Dom von Bisceglie                    | 1940 | Regio decreto 21 novembre 1940, n. 1746 |
| Bari                  | Bitonto               | Dom von Bitonto                      | 1940 | Regio decreto 21 novembre 1940, n. 1746 |
| Bari                  | Conversano            | Kathedrale von Conversano            | 1940 | Regio decreto 21 novembre 1940, n. 1746 |
| Bari                  | Giovinazzo            | Dom von Giovinazzo                   | 1940 | Regio decreto 21 novembre 1940, n. 1746 |
| Bari                  | Gravina in Puglia     | Kathedrale von Gravina in Puglia     | 1940 | Regio decreto 21 novembre 1940, n. 1746 |
| Bari                  | Mola di Bari          | Kathedrale von Mola di Bari          | 1940 | Regio decreto 21 novembre 1940, n. 1746 |
| Bari                  | Molfetta              | Dom von Molfetta                     | 1940 | Regio decreto 21 novembre 1940, n. 1746 |
| Bari                  | Monopoli              | Kathedrale von Monopoli              | 1940 | Regio decreto 21 novembre 1940, n. 1746 |
| Bari                  | Ruvo di Puglia        | Kathedrale von Ruvo di Puglia        | 1940 | Regio decreto 21 novembre 1940, n. 1746 |
| Barletta-Andria-Trani | Andria                | Kathedrale von Andria                | 1940 | Regio decreto 21 novembre 1940, n. 1746 |
| Barletta-Andria-Trani | Barletta              | Dom von Barletta                     | 1940 | Regio decreto 21 novembre 1940, n. 1746 |
| Barletta-Andria-Trani | Canosa di Puglia      | Basilica di San Sabino               | 1940 | Regio decreto 21 novembre 1940, n. 1746 |
| Barletta-Andria-Trani | Trani                 | Kathedrale von Trani                 | 1940 | Regio decreto 21 novembre 1940, n. 1746 |
| Brindisi              | Ostuni                | Kathedrale von Ostuni                | 1940 | Regio decreto 21 novembre 1940, n. 1746 |
| Foggia                | Ascoli Satriano       | Kathedrale von Ascoli Satriano       | 1940 | Regio decreto 21 novembre 1940, n. 1746 |
| Foggia                | Bovino                | Concattedrale di Santa Maria Assunta | 1940 | Regio decreto 21 novembre 1940, n. 1746 |
| Foggia                | Foggia                | Kathedrale von Foggia                | 1940 | Regio decreto 21 novembre 1940, n. 1746 |
| Foggia                | Lucera                | Fortezza Svevo-Angioina di Lucera    | 1871 | Regio decreto 1 febbraio 1871, n. 68    |
| Foggia                | Lucera                | Kathedrale von Lucera                | 1940 | Regio decreto 21 novembre 1940, n. 1746 |
| Foggia                | Troia                 | Kathedrale von Troia                 | 1940 | Regio decreto 21 novembre 1940, n. 1746 |
| Lecce                 | Gallipoli             | Kathedrale von Gallipoli             | 1940 | Regio decreto 21 novembre 1940, n. 1746 |
| Lecce                 | Lecce                 | Dom von Lecce                        | 1940 | Regio decreto 21 novembre 1940, n. 1746 |
| Lecce                 | Nardò                 | Kathedrale von Nardò                 | 1940 | Regio decreto 21 novembre 1940, n. 1746 |
| Lecce                 | Otranto               | Kathedrale von Otranto               | 1940 | Regio decreto 21 novembre 1940, n. 1746 |
| Tarent                | Tarent                | Kathedrale von Tarent                | 1940 | Regio decreto 21 novembre 1940, n. 1746 |

### Region Basilikata
| Provinz | Gemeinde | Monument                           | Jahr | Rechtsgrundlage                               |
| ------- | -------- | ---------------------------------- | ---- | --------------------------------------------- |
| Matera  | Matera   | Kathedrale von Matera              | 1940 | Regio decreto-legge 21 novembre 1940, n. 1746 |
| Potenza | Acerenza | Kathedrale von Acerenza            | 1898 | Regio decreto-legge 20 novembre 1897, n. 534  |
| Potenza | Venosa   | Abtei Santissima Trinità di Venosa | 1898 | Regio decreto-legge 20 novembre 1897, n. 536  |

### Region Emilia-Romagna
| Provinz       | Gemeinde          | Monument                                  | Jahr | Rechtsgrundlage                               |
| ------------- | ----------------- | ----------------------------------------- | ---- | --------------------------------------------- |
| Bologna       | Bologna           | Kathedrale von Bologna                    | 1940 | Regio decreto 21 novembre 1940, n. 1746       |
| Bologna       | Castel del Rio    | Ponte degli Alidosi                       | 1897 | Regio decreto-legge 20 novembre 1897, n. 535  |
| Bologna       | Imola             | Kathedrale von Imola                      | 1940 | Regio decreto 21 novembre 1940, n. 1746       |
| Bologna       | Sasso Marconi     | Villa Griffone                            | 1939 | Regio decreto-legge 16 marzo 1939, n. 621     |
| Ferrara       | Ferrara           | Kathedrale von Ferrara                    | 1940 | Regio decreto 21 novembre 1940, n. 1746       |
| Forlì-Cesena  | Bertinoro         | Dom von Bertinoro                         | 1940 | Regio decreto 21 novembre 1940, n. 1746       |
| Forlì-Cesena  | Cesena            | Dom von Cesena                            | 1940 | Regio decreto 21 novembre 1940, n. 1746       |
| Forlì-Cesena  | Comacchio         | San Cassiano                              | 1940 | Regio decreto 21 novembre 1940, n. 1746       |
| Forlì-Cesena  | Forlì             | Dom von Forlì                             | 1940 | Regio decreto 21 novembre 1940, n. 1746       |
| Forlì-Cesena  | San Mauro Pascoli | Geburtshaus von Giovanni Pascoli          | 1924 | Regio decreto-legge 6 novembre 1924, n. 1885  |
| Forlì-Cesena  | Sarsina           | Kathedrale von Sarsina                    | 1940 | Regio decreto 21 novembre 1940, n. 1746       |
| Modena        | Modena            | Santa Maria della Pomposa                 | 1925 | Regio decreto-legge 24 maggio 1925, n. 911    |
| Modena        | Modena            | Kathedrale von Modena                     | 1940 | Regio decreto 21 novembre 1940, n. 1746       |
| Modena        | Nonantola         | Abtei Nonantola                           | 1940 | Regio decreto 21 novembre 1940, n. 1746       |
| Modena        | Vignola           | Geburtshaus von Ludovico Antonio Muratori | 1940 | Regio decreto 14 marzo 1940, n. 388           |
| Parma         | Busseto           | Geburtshaus von Giuseppe Verdi            | 1901 | Legge 2 febbraio 1901, n. 26                  |
| Parma         | Fidenza           | Dom von Fidenza                           | 1940 | Regio decreto 21 novembre 1940, n. 1746       |
| Parma         | Parma             | Dom von Parma                             | 1940 | Regio decreto 21 novembre 1940, n. 1746       |
| Piacenza      | Bobbio            | Kathedrale von Bobbio                     | 1940 | Regio decreto 21 novembre 1940, n. 1746       |
| Piacenza      | Piacenza          | Dom von Piacenza                          | 1940 | Regio decreto 21 novembre 1940, n. 1746       |
| Ravenna       | Casola Valsenio   | Haus von Alfredo Oriani                   | 1924 | Legge 6 novembre 1924, n. 1884                |
| Ravenna       | Faenza            | Dom von Faenza                            | 1940 | Regio decreto 21 novembre 1940, n. 1746       |
| Ravenna       | Ravenna           | Dom von Ravenna                           | 1940 | Regio decreto 21 novembre 1940, n. 1746       |
| Reggio Emilia | Reggio Emilia     | Dom von Reggio Emilia                     | 1940 | Regio decreto 21 novembre 1940, n. 1746       |
| Reggio Emilia | Scandiano         | Geburtshaus von Lazzaro Spallanzani       | 1937 | Regio decreto-legge 16 novembre 1939, n. 1937 |
| Rimini        | Rimini            | Tempio Malatestiano                       | 1940 | Regio decreto 21 novembre 1940, n. 1746       |
| Rimini        | San Leo           | Kathedrale von San Leo                    | 1940 | Regio decreto 21 novembre 1940, n. 1746       |

### Region Friaul-Julisch Venetien
| Gemeinde  | Monument                   | Jahr | Rechtsgrundlage                                                  |
| --------- | -------------------------- | ---- | ---------------------------------------------------------------- |
| Triest    | Foiba von Basovizza        | 1992 | Decreto del presidente della Repubblica 11 settembre 1992, n. 1  |
| Triest    | Kathedrale von Triest      | 1940 | Regio decreto-legge 21 novembre 1940, n. 1746                    |
| Triest    | Risiera di San Sabba       | 1965 | Decreto del presidente della Repubblica 15 aprile 1965, n. 510   |
| Palmanova | Fortezza di Palmanova      | 1960 | Decreto del presidente della Repubblica 21 luglio 1960, n. 972   |
| Udine     | Dom von Udine              | 1940 | Regio decreto-legge 21 novembre 1940, n. 1746                    |
| Udine     | Haus von Giovanni da Udine | 1962 | Decreto del presidente della Repubblica 5 novembre 1962, n. 1793 |

### Region Kalabrien
| Provinz         | Gemeinde | Monument                | Jahr | Rechtsgrundlage                            |
| --------------- | -------- | ----------------------- | ---- | ------------------------------------------ |
| Cosenza         | Cosenza  | Dom von Cosenza         | 1940 | Regio decreto 21 novembre 1940, n. 1746    |
| Crotone         | Crotone  | Tempel der Hera Lakinia | 1906 | Regio decreto-legge 22 luglio 1906, n. 478 |
| Reggio Calabria | Gerace   | Kathedrale von Gerace   | 1940 | Regio decreto 21 novembre 1940, n. 1746    |

### Region Kampanien
| Provinz   | Gemeinde            | Monument                                       | Jahr | Rechtsgrundlage                                                  |
| --------- | ------------------- | ---------------------------------------------- | ---- | ---------------------------------------------------------------- |
| Avellino  | Ariano Irpino       | Kathedrale von Ariano Irpino                   | 1940 | Regio decreto 21 novembre 1940, n. 1746                          |
| Avellion  | Mercogliano         | Abtei Montevergine                             | 1869 | Decreto del 25 giugno 1869                                       |
| Avellino  | Montefusco          | Bourbonen-Gefängnis                            | 1927 | Regio decreto 29 dicembre 1927, n. 2806                          |
| Benevento | Benevento           | Kathedrale S.Maria de Episcopio                | 1940 | Regio decreto 21 novembre 1940, n. 1746                          |
| Benevento | Sant’Agata de’ Goti | Dom von Sant’Agata de’ Goti                    | 1940 | Regio decreto 21 novembre 1940, n. 1746                          |
| Caserta   | Aversa              | Kathedrale San Paolo                           | 1940 | Regio decreto 21 novembre 1940, n. 1746                          |
| Caserta   | Calvi Risorta       | Kathedrale von Calvi Risorta                   | 1940 | Regio decreto 21 novembre 1940, n. 1746                          |
| Caserta   | Capua               | Dom von Capua                                  | 1940 | Regio decreto 21 novembre 1940, n. 1746                          |
| Caserta   | Caserta             | Borgo medievale di Casertavecchia              | 1960 | Decreto del presidente della Repubblica 15 ottobre 1960, n. 1639 |
| Caserta   | Caserta             | Kathedrale San Michele Arcangelo               | 1940 | Regio decreto 21 novembre 1940, n. 1746                          |
| Caserta   | San Pietro Infine   | Antica area di San Pietro Infine               | 2008 | Decreto del presidente della Repubblica 18 marzo 2008, n.        |
| Caserta   | Sessa Aurunca       | Kathedrale Santi Pietro e Paolo                | 1940 | Regio decreto 21 novembre 1940, n. 1746                          |
| Neapel    | Neapel              | Haus von Francesco De Sanctis                  | 1927 | Regio decreto 26 agosto 1927, n. 1872                            |
| Neapel    | Neapel              | Certosa di San Martino                         | 1866 | Legge 7 luglio 1866, n. 3096                                     |
| Neapel    | Neapel              | Chiesa dei Girolamini                          | 1869 | Decreto ministeriale 25 giugno 1869, n. 1                        |
| Neapel    | Neapel              | Kloster Monteoliveto                           | 1924 | Regio decreto 28 agosto 1924, n. 1345                            |
| Neapel    | Neapel              | Basilika Santa Chiara                          | 1925 | Legge 10 luglio 1925, n. 1350                                    |
| Neapel    | Neapel              | Duomo di Santa Maria Assunta                   | 1940 | Regio decreto 21 novembre 1940, n. 1746                          |
| Neapel    | Neapel              | Palazzo Filomarino                             | 1947 | Decreto del Capo provvisorio dello Stato 12 aprile 1947, n. 347  |
| Neapel    | Neapel              | Parco Vergiliano mit Grab von Giacomo Leopardi | 1897 | Legge 4 luglio 1897, n. 240                                      |
| Neapel    | Neapel              | Villa Lina, Haus von Francesco Crispi          | 1942 | Regio decreto 16 marzo 1942, n. 351                              |
| Neapel    | Pozzuoli            | Kathedrale von Pozzuoli                        | 1940 | Regio decreto 21 novembre 1940, n. 1746                          |
| Neapel    | Sorrent             | Kathedrale Santi Filippo e Giacomo             | 1940 | Regio decreto 21 novembre 1940, n. 1746                          |
| Salerno   | Amalfi              | Dom von Amalfi                                 | 1940 | Regio decreto 21 novembre 1940, n. 1746                          |
| Salerno   | Cava de’ Tirreni    | Abtei Cava de’ Tirreni                         | 1866 | Regio decreto 7 luglio 1866, n. 3036                             |
| Salerno   | Padula              | Arco dell’Annunziata                           | 1911 | Legge 22 giugno 1911, n. 635                                     |
| Salerno   | Ravello             | Dom von Ravello                                | 1940 | Regio decreto-legge 21 novembre 1940, n. 1746                    |
| Salerno   | Salerno             | Kathedrale von Salerno                         | 1940 | Regio decreto-legge 21 novembre 1940, n. 1746                    |
| Salerno   | Sanza               | Cippo di Sanza                                 | 1911 | Legge 22 giugno 1911, n. 635                                     |
| Salerno   | Sapri               | Banchina delle Camarelle                       | 1911 | Legge 22 giugno 1911, n. 635                                     |

### Region Latium
| Provinz   | Gemeinde          | Monument                                         | Jahr | Rechtsgrundlage                                                |
| --------- | ----------------- | ------------------------------------------------ | ---- | -------------------------------------------------------------- |
| Frosinone | Alatri            | Konkathedrale von Alatri                         | 1940 | Regio decreto 21 novembre 1940, n. 1746                        |
| Frosinone | Anagni            | Kathedrale von Anagni                            | 1940 | Regio decreto 21 novembre 1940, n. 1746                        |
| Frosinone | Aquino            | Konkathedrale von Aquino                         | 1940 | Regio decreto 21 novembre 1940, n. 1746                        |
| Frosinone | Cassino           | Abtei Montecassino                               | 1866 | Legge 7 luglio 1866, n. 3036                                   |
| Frosinone | Collepardo        | Kartause Trisulti                                | 1874 | Decreto ministeriale 28 febbraio 1874, n. 1                    |
| Frosinone | Ferentino         | Dom von Ferentino                                | 1940 | Regio decreto 21 novembre 1940, n. 1746                        |
| Frosinone | Veroli            | Zisterzienserabtei Casamari                      | 1874 | Decreto ministeriale 28 febbraio 1874, n. 1                    |
| Frosinone | Veroli            | Konkathedrale von Veroli                         | 1940 | Regio decreto 21 novembre 1940, n. 1746                        |
| Latina    | Gaeta             | Kathedrale von Gaeta                             | 1940 | Regio decreto 21 novembre 1940, n. 1746                        |
| Latina    | Priverno          | Zisterzienserabtei Fossanova                     | 1940 | Regio decreto 21 novembre 1940, n. 1746                        |
| Latina    | Sezze             | Konkathedrale von Sezze                          | 1940 | Regio decreto 21 novembre 1940, n. 1746                        |
| Latina    | Terracina         | Kathedrale San Cesareo                           | 1940 | Regio decreto 21 novembre 1940, n. 1746                        |
| Latina    | Ventotene         | Isola di Santo Stefano                           | 2008 | Decreto del presidente della Repubblica 18 marzo 2008, n. 1746 |
| Rieti     | Fara Sabina       | Abbazia di Farfa                                 | 1928 | Regio decreto-legge 11 ottobre 1928, n. 2290                   |
| Rieti     | Rieti             | Kathedrale Santa Maria Assunta                   | 1940 | Regio decreto 21 novembre 1940, n. 1746                        |
| Rom       | Palestrina        | Geburtshaus von Giovanni Pierluigi da Palestrina | 1942 | Regio decreto 5 settembre 1942, n. 1153                        |
| Rom       | Palombara Sabina  | Abtei San Giovanni in Argentella                 | 1900 | Regio decreto 10 giugno 1900, n. 293                           |
| Rom       | Rom               | Monumento a Giuseppe Garibaldi                   | 1883 | Legge 8 luglio 1883, n. 1502                                   |
| Rom       | Rom               | Monumento a Giuseppe Mazzini                     | 1890 | Legge 2 luglio 1890, n. 6918                                   |
| Rom       | Rom               | Monumento a Marco Minghetti                      | 1887 | Legge 19 giugno 1887, n. 4626                                  |
| Rom       | Rom               | Monumento a Quintino Sella                       | 1884 | Legge 23 marzo 1884. n. 2111                                   |
| Rom       | Rom               | Monumento Nazionale a Vittorio Emanuele II       | 1878 | Legge 16 maggio 1878, n. 4374                                  |
| Rom       | Rom               | Zisterzienserabtei Tre Fontane                   | 1940 | Regio decreto 21 novembre 1940, n. 1746                        |
| Rom       | Segni             | Konkathedrale Santa Maria Assunta                | 1940 | Regio decreto 21 novembre 1940, n. 1746                        |
| Rom       | Subiaco           | Klosterbibliothek Santa Scolastica               | 1866 | Legge 7 luglio 1866, n. 3036                                   |
| Rom       | Tivoli            | Dom von Tivoli                                   | 1940 | Regio decreto 21 novembre 1940, n. 1746                        |
| Viterbo   | Acquapendente     | Kathedrale von Acquapendente                     | 1940 | Regio decreto 21 novembre 1940, n. 1746                        |
| Viterbo   | Bagnoregio        | Konkathedrale Santi Nicola, Donato e Bonaventura | 1940 | Regio decreto 21 novembre 1940, n. 1746                        |
| Viterbo   | Civita Castellana | Dom von Civita Castellana                        | 1940 | Regio decreto 21 novembre 1940, n. 1746                        |
| Viterbo   | Montefiascone     | Konkathedrale Santa Margherita                   | 1940 | Regio decreto 21 novembre 1940, n. 1746                        |
| Viterbo   | Nepi              | Dom von Nepi                                     | 1940 | Regio decreto 21 novembre 1940, n. 1746                        |
| Viterbo   | Sutri             | Konkathedrale Santa Maria Assunta                | 1940 | Regio decreto 21 novembre 1940, n. 1746                        |
| Viterbo   | Tarquinia         | Konkathedrale Santi Margherita e Martino         | 1940 | Regio decreto 21 novembre 1940, n. 1746                        |
| Viterbo   | Tuscania          | Dom von Tuscania                                 | 1940 | Regio decreto 21 novembre 1940, n. 1746                        |
| Viterbo   | Viterbo           | Kathedrale San Lorenzo                           | 1940 | Regio decreto 21 novembre 1940, n. 1746                        |
| Viterbo   | Viterbo           | Santa Maria della Quercia                        | 1874 | Decreto 28 febbraio 1874                                       |
| Viterbo   | Viterbo           | Zisterzienserabtei San Martino al Cimino         | 1940 | Regio decreto 21 novembre 1940, n. 1746                        |

### Region Ligurien
| Provinz   | Gemeinde    | Monument                             | Jahr | Rechtsgrundlage                        |
| --------- | ----------- | ------------------------------------ | ---- | -------------------------------------- |
| Genua     | Chiavari    | Kathedrale Nostra Signora dell’Orto  | 1940 | Regio decreto 21 novembre 1940, n. 174 |
| Genua     | Genua       | Haus von Carlo Pisacane              | 1911 | Legge 22 giugno 1911, n. 635           |
| Genua     | Genua       | Kathedrale von Genua                 | 1940 | Regio decreto 21 novembre 1940, n. 174 |
| Genua     | Genua       | Palazzo delle Compere di San Giorgio | 1891 | Legge 2 luglio 1891, n. 382            |
| Genua     | Genua       | Villa Spinola di Quarto              | 1941 | Regio Decreto 12 gennaio 1941, n. 21   |
| Genua     | Genua       | Scoglio dei Mille                    | 1906 | Legge 22 luglio 1906, n. 494           |
| Imperia   | Ventimiglia | Kathedrale Santa Maria Assunta       | 1940 | Regio decreto 21 novembre 1940, n. 174 |
| La Spezia | Sarzana     | Konkathedrale Santa Maria Assunta    | 1940 | Regio decreto 21 novembre 1940, n. 174 |
| Savona    | Albenga     | Kathedrale San Michele Arcangelo     | 1940 | Regio decreto 21 novembre 1940, n. 174 |
| Savona    | Savona      | Kathedrale Santa Maria Assunta       | 1940 | Regio decreto 21 novembre 1940, n. 174 |

### Region Lombardei
| Provinz           | Gemeinde            | Monument                                      | Jahr | Rechtsgrundlage                                                   |
| ----------------- | ------------------- | --------------------------------------------- | ---- | ----------------------------------------------------------------- |
| Bergamo           | Bergamo             | Dom von Bergamo                               | 1940 | Regio decreto 21 novembre 1940, n. 1746                           |
| Bergamo           | Pontida             | Abtei Pontida                                 | 1954 | Decreto del presidente della Repubblica 24 dicembre 1954, n. 1488 |
| Brescia           | Brescia             | Santa Maria Assunta                           | 1940 | Regio decreto 21 novembre 1940, n. 1746                           |
| Brescia           | Desenzano del Garda | San Martino della Battaglia                   | 1940 | Regio decreto 21 novembre 1940, n. 1747                           |
| Brescia           | Gardone Riviera     | Vittoriale degli italiani                     | 1925 | Regio decreto 28 maggio 1925, n. 1050                             |
| Como              | Como                | Dom zu Como                                   | 1940 | Regio decreto 21 novembre 1940, n. 1746                           |
| Como              | Como                | Geburtshaus von Alessandro Volta              | 1942 | Regio Decreto 17 agosto 1942, n. 1089                             |
| Como              | Como                | Grabmal von Alessandro Volta                  | 1925 | Regio Decreto 22 febbraio 1925, n. 262                            |
| Cremona           | Crema               | Dom von Crema                                 | 1940 | Regio decreto 21 novembre 1940, n. 1746                           |
| Cremona           | Cremona             | Dom von Cremona                               | 1940 | Regio decreto 21 novembre 1940, n. 1746                           |
| Lecco             | Lecco               | Kapuzinerkloster                              | 1940 | Regio Decreto 29 febbraio 1940, n. 1354                           |
| Lecco             | Lecco               | Villa Manzoni                                 | 1940 | Regio Decreto 29 febbraio 1940, n. 1354                           |
| Lodi              | Lodi                | Dom von Lodi                                  | 1940 | Regio decreto 21 novembre 1940, n. 1746                           |
| Mailand           | Mailand             | Geburtshaus von Alessandro Manzoni            | 1921 | Regio Decreto 24 aprile 1921, n. 909                              |
| Mailand           | Mailand             | Mailänder Dom                                 | 1940 | Regio decreto 21 novembre 1940, n. 1746                           |
| Mantua            | Mantua              | Dom von Mantua                                | 1940 | Regio decreto 21 novembre 1940, n. 1746                           |
| Monza und Brianza | Monza               | Dom von Monza                                 | 1890 | Regio decreto 27 febbraio 1890, n. 6675                           |
| Pavia             | Certosa di Pavia    | Certosa di Pavia                              | 1866 | Legge 7 luglio 1866, n. 3036                                      |
| Pavia             | Pavia               | Dom von Pavia                                 | 1940 | Regio decreto 21 novembre 1940, n. 1746                           |
| Pavia             | Vigevano            | Dom von Vigevano                              | 1940 | Regio decreto 21 novembre 1940, n. 1746                           |
| Pavia             | Gropello Cairoli    | Grab der Gebrüder Bendetto und Enrico Cairoli | 1890 | Legge 20 marzo 1890, n. 6696                                      |

### Region Marken
| Provinz       | Gemeinde              | Monument                                        | Jahr | Rechtsgrundlage                                              |
| ------------- | --------------------- | ----------------------------------------------- | ---- | ------------------------------------------------------------ |
| Ancona        | Ancona                | Dom von Ancona                                  | 1940 | Regio decreto 21 novembre 1940, n. 1746                      |
| Ancona        | Fabriano              | Kathedrale von Fabriano                         | 1940 | Regio decreto 21 novembre 1940, n. 1746                      |
| Ancona        | Jesi                  | Dom von Jesi                                    | 1940 | Regio decreto 21 novembre 1940, n. 1746                      |
| Ancona        | Maiolati Spontini     | Casa Spontini                                   | 1951 | Decreto Presidente della Repubblica - 19 giugno 1951 n. 1092 |
| Ancona        | Osimo                 | Konkathedrale San Leopardo                      | 1940 | Regio decreto 21 novembre 1940, n. 1746                      |
| Ancona        | Senigallia            | Kathedrale von Senigallia                       | 1940 | Regio decreto 21 novembre 1940, n. 1746                      |
| Ascoli Piceno | Ascoli Piceno         | Dom von Ascoli Piceno                           | 1940 | Regio decreto 21 novembre 1940, n. 1746                      |
| Ascoli Piceno | Ascoli Piceno         | Cattedrale e Battistero di San Giovanni         | 1890 | Regio Decreto - 20 luglio 1890 - n. 7033                     |
| Ascoli Piceno | Montalto delle Marche | Konkathedrale Santa Maria Assunta               | 1940 | Regio decreto 21 novembre 1940, n. 1746                      |
| Ascoli Piceno | Ripatransone          | Konkathedrale Santi Gregorio Magno e Margherita | 1940 | Regio decreto 21 novembre 1940, n. 1746                      |
| Fermo         | Fermo                 | Dom von Fermo                                   | 1940 | Regio decreto 21 novembre 1940, n. 1746                      |
| Macerata      | Camerino              | Dom von Camerino                                | 1940 | Regio decreto 21 novembre 1940, n. 1746                      |
| Macerata      | Cingoli               | Dom von Cingoli                                 | 1940 | Regio decreto 21 novembre 1940, n. 1746                      |
| Macerata      | Macerata              | Dom von Macerata                                | 1940 | Regio decreto 21 novembre 1940, n. 1746                      |
| Macerata      | Matelica              | Konkathedrale Santa Maria Assunta               | 1940 | Regio decreto 21 novembre 1940, n. 1746                      |
| Macerata      | Recanati              | Konkathedrale San Flaviano                      | 1940 | Regio decreto 21 novembre 1940, n. 1746                      |
| Macerata      | San Severino Marche   | Konkathedrale Sant’Agostino                     | 1940 | Regio decreto 21 novembre 1940, n. 1746                      |
| Macerata      | Tolentino             | Konkathedrale San Catervo                       | 1940 | Regio decreto 21 novembre 1940, n. 1746                      |
| Macerata      | Treia                 | Dom von Treia                                   | 1940 | Regio decreto 21 novembre 1940, n. 1746                      |
| Pesaro-Urbino | Cagli                 | Konkathedrale Santa Maria Assunta               | 1940 | Regio decreto 21 novembre 1940, n. 1746                      |
| Pesaro-Urbino | Fano                  | Dom von Fano                                    | 1940 | Regio decreto 21 novembre 1940, n. 1746                      |
| Pesaro-Urbino | Fossombrone           | Konkathedrale Fossombrone                       | 1940 | Regio decreto 21 novembre 1940, n. 1746                      |
| Pesaro-Urbino | Mondolfo              | Kirche San Gervasio                             | 1927 | Regio Decreto 14 aprile 1927, n. 719                         |
| Pesaro-Urbino | Pergola               | Kirche Sant’Andrea Apostolo                     | 1940 | Regio decreto 21 novembre 1940, n. 1746                      |
| Pesaro-Urbino | Pesaro                | Dom von Pesaro                                  | 1940 | Regio decreto 21 novembre 1940, n. 1746                      |
| Pesaro-Urbino | Pesaro                | Geburtshaus von Gioacchino Rossini              | 1904 | Regio Decreto 25 febbraio 1904, n. 95                        |
| Pesaro-Urbino | Sant’Angelo in Vado   | Kathedrale San Michele Arcangelo                | 1940 | Regio decreto 21 novembre 1940, n. 1746                      |
| Pesaro-Urbino | Urbania               | Konkathedrale San Cristoforo Martire            | 1940 | Regio decreto 21 novembre 1940, n. 1746                      |
| Pesaro-Urbino | Urbino                | Dom von Urbino                                  | 1940 | Regio decreto 21 novembre 1940, n. 1746                      |

### Region Molise
| Provinz    | Gemeinde | Monument                                      | Jahr | Rechtsgrundlage                         |
| ---------- | -------- | --------------------------------------------- | ---- | --------------------------------------- |
| Campobasso | Larino   | Konkathedrale Santa Maria Assunta e San Pardo | 1940 | Regio decreto 21 novembre 1940, n. 1746 |
| Campobasso | Termoli  | Kathedrale von Termoli                        | 1940 | Regio decreto 21 novembre 1940, n. 1746 |

### Region Piemont
| Provinz     | Gemeinde          | Monument                                 | Jahr | Rechtsgrundlage                         |
| ----------- | ----------------- | ---------------------------------------- | ---- | --------------------------------------- |
| Alessandria | Alessandria       | Dom von Alessandria                      | 1940 | Regio Decreto 21 novembre 1940, n. 1746 |
| Alessandria | Acqui Terme       | Kathedrale Santa Maria Assunta           | 1940 | Regio Decreto 21 novembre 1940, n. 1746 |
| Alessandria | Casale Monferrato | Dom von Casale Monferrato                | 1940 | Regio Decreto 21 novembre 1940, n. 1746 |
| Alessandria | Tortona           | Dom von Tortona                          | 1940 | Regio Decreto 21 novembre 1940, n. 1746 |
| Asti        | Asti              | Kathedrale Santa Maria Assunta           | 1940 | Regio Decreto 21 novembre 1940, n. 1746 |
| Biella      | Biella            | Kathedrale Santo Stefano                 | 1940 | Regio Decreto 21 novembre 1940, n. 1746 |
| Cuneo       | Alba              | Kathedrale San Lorenzo                   | 1940 | Regio Decreto 21 novembre 1940, n. 1746 |
| Cuneo       | Cuneo             | Kathedrale Santa Maria del Bosco         | 1940 | Regio Decreto 21 novembre 1940, n. 1746 |
| Cuneo       | Fossano           | Dom von Fossano                          | 1940 | Regio Decreto 21 novembre 1940, n. 1746 |
| Cuneo       | Mondovì           | Kathedrale San Donato                    | 1940 | Regio Decreto 21 novembre 1940, n. 1746 |
| Cuneo       | Saluzzo           | Kathedrale Maria Vergine Assunta         | 1940 | Regio Decreto 21 novembre 1940, n. 1746 |
| Novara      | Novara            | Kathedrale Santa Maria Assunta           | 1940 | Regio Decreto 21 novembre 1940, n. 1746 |
| Turin       | Ivrea             | Dom von Ivrea                            | 1940 | Regio Decreto 21 novembre 1940, n. 1746 |
| Turin       | Pinerolo          | Kathedrale San Donato                    | 1940 | Regio Decreto 21 novembre 1940, n. 1746 |
| Turin       | Santena           | Grabmal von Camillo Benso von Cavour     | 1911 | Regio Decreto 16 marzo 1911, n. 268     |
| Turin       | Susa              | Kathedrale San Giusto                    | 1940 | Regio Decreto 21 novembre 1940, n. 1746 |
| Turin       | Turin             | Geburtshaus von Camillo Benso von Cavour | 1924 | Regio Decreto 6 novembre 192, n. 1868   |
| Turin       | Turin             | Palazzo Madama                           | 1866 | Regio Decreto - 6 maggio 1866 - n. 2932 |
| Turin       | Turin             | Turiner Dom                              | 1940 | Regio Decreto 21 novembre 1940, n. 1746 |
| Vercelli    | Vercelli          | Dom von Vercelli                         | 1940 | Regio Decreto 21 novembre 1940, n. 1746 |

### Region Sardinien
| Provinz      | Gemeinde     | Monument                        | Jahr | Rechtsgrundlage                         |
| ------------ | ------------ | ------------------------------- | ---- | --------------------------------------- |
| Cagliari     | Cagliari     | Kathedrale Santa Maria Assunta  | 1940 | Regio decreto 21 novembre 1940, n. 1746 |
| Nuoro        | Nuoro        | Geburtshaus von Grazia Deledda  | 1937 | Regio Decreto 21 ottobre 1937, n. 1999  |
| Olbia-Tempio | La Maddalena | Haus von Giuseppe Garibaldi     | 1907 | Legge 14 luglio 1907, n. 503            |
| Olbia-Tempio | La Maddalena | Grab von Giuseppe Garibaldi     | 1890 | Legge 17 luglio 1890, n. 6973           |
| Oristano     | Ales         | Kathedrale Santi Pietro e Paolo | 1940 | Regio decreto 21 novembre 1940, n. 1746 |
| Oristano     | Ghilarza     | Haus von Antonio Gramsci        | 2016 | Legge 3 novembre 2016, n. 207           |
| Sassari      | Alghero      | Kathedrale Santa Maria          | 1940 | Regio decreto 21 novembre 1940, n. 1746 |
| Sassari      | Sassari      | Kathedrale San Nicola           | 1940 | Regio decreto 21 novembre 1940, n. 1746 |
| Sud Sardegna | Iglesias     | Kathedrale Santa Chiara         | 1940 | Regio decreto 21 novembre 1940, n. 1746 |

### Region Sizilien
| Provinz       | Gemeinde             | Monument                           | Jahr | Rechtsgrundlage                                              |
| ------------- | -------------------- | ---------------------------------- | ---- | ------------------------------------------------------------ |
| Agrigent      | Agrigent             | Kathedrale von Agrigent            | 1940 | Regio decreto 21 novembre 1940, n. 1746                      |
| Agrigent      | Porto Empedocle      | Geburtshaus von Luigi Pirandello   | 1949 | Decreto Presidente della Repubblica 8 dicembre 1949, n. 1170 |
| Caltanissetta | Caltanissetta        | Kathedrale von Caltanissetta       | 1940 | Regio decreto 21 novembre 1940, n. 1746                      |
| Catania       | Acireale             | Kathedrale von Acireale            | 1940 | Regio decreto 21 novembre 1940, n. 1746                      |
| Catania       | Caltagirone          | Kathedrale von Caltagirone         | 1940 | Regio decreto 21 novembre 1940, n. 1746                      |
| Catania       | Catania              | Casa Museo Giovanni Verga          | 1940 | Regio decreto 11 gennaio 1940, n. 42                         |
| Catania       | Catania              | Kathedrale von Catania             | 1940 | Regio decreto 21 novembre 1940, n. 1746                      |
| Catania       | Catania              | San Nicolò l’Arena                 | 1869 | Decreto ministeriale 25 giugno 1869, n. 1                    |
| Enna          | Assoro               | Basilika San Leone                 | 1933 | [ 1 ]                                                        |
| Enna          | Enna                 | Maria Santissima della Visitazione | 1942 | Regio decreto 20 ottobre 1942, n. 1283                       |
| Enna          | Nicosia              | Kathedrale von Nicosia             | 1940 | Regio decreto 21 novembre 1940, n. 1746                      |
| Enna          | Piazza Armerina      | Kathedrale von Piazza Armerina     | 1940 | Regio decreto 21 novembre 1940, n. 1746                      |
| Messina       | Lipari               | Kathedrale San Bartolomeo          | 1940 | Regio decreto 21 novembre 1940, n. 1746                      |
| Messina       | Messina              | Kathedrale von Messina             | 1940 | Regio decreto 21 novembre 1940, n. 1746                      |
| Messina       | Patti                | Kathedrale von Patti               | 1940 | Regio decreto 21 novembre 1940, n. 1746                      |
| Messina       | Santa Lucia del Mela | Konkathedrale Santa Maria Assunta  | 1940 | Regio decreto 21 novembre 1940, n. 1746                      |
| Palermo       | Cefalù               | Kathedrale von Cefalù              | 1940 | Regio decreto 21 novembre 1940, n. 1746                      |
| Palermo       | Monreale             | Abtei San Martino delle Scale      | 1866 | Legge 7 luglio 1866, n. 3036                                 |
| Palermo       | Monreale             | Kathedrale von Monreale            | 1866 | Legge 7 luglio 1866, n. 3036                                 |
| Palermo       | Palermo              | Kathedrale von Palermo             | 1940 | Regio decreto 21 novembre 1940, n. 1746                      |
| Palermo       | Palermo              | Santa Maria dell’Ammiraglio        | 1869 | Decreto ministeriale 25 giugno 1869, n. 1                    |
| Palermo       | Palermo              | Santa Maria Maddalena              | 1891 | Regio decreto 14 luglio 1891, n. 462                         |
| Palermo       | Palermo              | San Giovanni degli Eremiti         | 1869 | Decreto ministeriale 25 giugno 1869, n. 1                    |
| Palermo       | Termini Imerese      | Tempel von Himera                  | 1905 | Regio decreto 28 dicembre 1905, n. 639                       |
| Ragusa        | Ispica               | Santa Maria Maggiore               | 1908 | Regio decreto 24 febbraio 1908, n. 635                       |
| Syrakus       | Noto                 | Kathedrale von Noto                | 1940 | Regio decreto 21 novembre 1940, n. 1746                      |
| Syrakus       | Syrakus              | Kathedrale von Syrakus             | 1940 | Regio decreto 21 novembre 1940, n. 1746                      |
| Trapani       | Mazara del Vallo     | Kathedrale von Mazara del Vallo    | 1940 | Regio decreto 21 novembre 1940, n. 1746                      |
| Trapani       | Trapani              | Kathedrale von Trapani             | 1940 | Regio decreto 21 novembre 1940, n. 1746                      |

### Region Toskana
| Provinz       | Gemeinde            | Monument                                                       | Jahr | Rechtsgrundlage                                                |
| ------------- | ------------------- | -------------------------------------------------------------- | ---- | -------------------------------------------------------------- |
| Arezzo        | Arezzo              | Kathedrale von Arezzo                                          | 1940 | Regio decreto 21 novembre 1940, n. 1746                        |
| Arezzo        | Cortona             | Konkathedrale Santa Maria Assunta                              | 1940 | Regio decreto 21 novembre 1940, n. 1746                        |
| Arezzo        | Sansepolcro         | Konkathedrale San Giovanni Evangelista                         | 1940 | Regio decreto 21 novembre 1940, n. 1746                        |
| Florenz       | Fiesole             | Kathedrale San Romolo                                          | 1940 | Regio decreto 21 novembre 1940, n. 1746                        |
| Florenz       | Florenz             | Kathedrale von Florenz                                         | 1940 | Regio decreto 21 novembre 1940, n. 1746                        |
| Florenz       | Florenz             | Oricellari-Gärten                                              | 1892 | Regio Decreto 12 giugno 1892, n. 340                           |
| Florenz       | Florenz             | San Marco                                                      | 1869 | Decreto ministeriale 25 giugno 1869, n. 1                      |
| Florenz       | Florenz             | Santa Croce                                                    | 1869 | Decreto ministeriale 25 giugno 1869, n. 1                      |
| Florenz       | Florenz             | Santa Maria del Carmine                                        | 1869 | Decreto ministeriale 25 giugno 1869, n. 1                      |
| Florenz       | Florenz             | Santa Maria Maggiore                                           | 1869 | Decreto ministeriale 25 giugno 1869, n. 1                      |
| Florenz       | Florenz             | Santa Maria Novella                                            | 1869 | Decreto ministeriale 25 giugno 1869, n. 1                      |
| Florenz       | Florenz             | Santissima Annunziata                                          | 1869 | Decreto ministeriale 25 giugno 1869, n. 1                      |
| Florenz       | Florenz             | Santo Spirito                                                  | 1869 | Decreto ministeriale 25 giugno 1869, n. 1                      |
| Florenz       | Reggello            | Abtei Vallombrosa                                              | 1951 | Decreto Presidente della Repubblica 20 aprile 1951, n. 567     |
| Florenz       | Sesto Fiorentino    | Tomba della Mula                                               | 1905 | Regio decreto 28 dicembre 1905, n.643                          |
| Grosseto      | Grosseto            | Kathedrale San Lorenzo                                         | 1940 | Regio decreto 21 novembre 1940, n. 1746                        |
| Grosseto      | Massa Marittima     | Kathedrale San Cerbone                                         | 1940 | Regio decreto 21 novembre 1940, n. 1746                        |
| Grosseto      | Pitigliano          | Kathedrale Santi Pietro e Paolo                                | 1940 | Regio decreto 21 novembre 1940, n. 1746                        |
| Grosseto      | Scarlino            | Haus von Angelo Guelfi                                         | 1942 | Regio decreto 20 ottobre 1942, n.1327                          |
| Grosseto      | Sorano              | Konkathedrale Santi Pietro e Paolo                             | 1940 | Regio decreto 21 novembre 1940, n. 1746                        |
| Livorno       | Livorno             | Kathedrale San Francesco                                       | 1940 | Regio decreto 21 novembre 1940, n. 1746                        |
| Lucca         | Lucca               | Kathedrale San Martino                                         | 1940 | Regio decreto 21 novembre 1940, n. 1746                        |
| Massa-Carrara | Carrara             | Insigne Collegiata Abbazia Mitrata di Sant’Andrea Apostolo     | 1940 | Regio decreto 21 novembre 1940, n. 1746                        |
| Massa-Carrara | Massa               | Dom von Massa                                                  | 1940 | Regio decreto 21 novembre 1940, n. 1746                        |
| Massa-Carrara | Pontremoli          | Konkathedrale Santa Maria Assunta                              | 1940 | Regio decreto 21 novembre 1940, n. 1746                        |
| Pisa          | Calci               | Certosa di Pisa                                                | 1869 | Decreto del 25 giugno 1869                                     |
| Pisa          | Pisa                | Dom zu Pisa                                                    | 1940 | Regio decreto 21 novembre 1940, n. 1746                        |
| Pisa          | Pisa                | Domus Mazziniana                                               | 1910 | Regio decreto 20 marzo 1910, n. 144                            |
| Pisa          | Pisa                | Geburtshaus von Antonio Pacinotti                              | 1934 | Regio decreto 4 giugno 1934, n. 1020                           |
| Pisa          | San Miniato         | Kathedrale Santa Maria Assunta e di San Genesio                | 1940 | Regio decreto 21 novembre 1940, n. 1746                        |
| Pisa          | Volterra            | Dom von Volterra                                               | 1940 | Regio decreto 21 novembre 1940, n. 1746                        |
| Pistoia       | Pescia              | Kathedrale Maria Santissima Assunta e di San Giovanni Battista | 1940 | Regio decreto 21 novembre 1940, n. 1746                        |
| Pistoia       | Pistoia             | Kathedrale San Zeno                                            | 1940 | Regio decreto 21 novembre 1940, n. 1746                        |
| Prato         | Prato               | Kathedrale Santo Stefano                                       | 1940 | Regio decreto 21 novembre 1940, n. 1746                        |
| Siena         | Asciano             | Kathedrale Natività di Maria                                   | 1940 | Regio decreto 21 novembre 1940, n. 1746                        |
| Siena         | Colle di Val d’Elsa | Konkathedrale Santi Alberto e Marziale                         | 1940 | Regio decreto 21 novembre 1940, n. 1746                        |
| Siena         | Chiusi              | Konkathedrale San Secondiano                                   | 1940 | Regio decreto 21 novembre 1940, n. 1746                        |
| Siena         | Montalcino          | Konkathedrale Santissimo Salvatore                             | 1940 | Regio decreto 21 novembre 1940, n. 1746                        |
| Siena         | Montepulciano       | Kathedrale Santa Maria Assunta                                 | 1940 | Regio decreto 21 novembre 1940, n. 1746                        |
| Siena         | Pienza              | Santa Maria Assunta                                            | 1940 | Regio decreto 21 novembre 1940, n. 1746                        |
| Siena         | Siena               | Basilica di San Domenico                                       | 1955 | Decreto del presidente della Repubblica 16 giugno 1955, n. 758 |
| Siena         | Siena               | Dom von Siena                                                  | 1940 | Regio decreto 21 novembre 1940, n. 1746                        |

### Region Trentino-Südtirol
| Provinz | Gemeinde | Monument                  | Jahr | Rechtsgrundlage                              |
| ------- | -------- | ------------------------- | ---- | -------------------------------------------- |
| Bozen   | Bozen    | Monumento alla Vittoria   | 1998 | Decreto Legislativo 15 dicembre 1998, n. 488 |
| Bozen   | Brixen   | Brixner Dom               | 1940 | Regio decreto 21 novembre 1940, n. 1746      |
| Bozen   | Bruneck  | Alpini-Denkmal            | 1998 | Decreto Legislativo 15 dicembre 1998, n. 488 |
| Trient  | Trient   | Dom von Trient            | 1940 | Regio decreto 21 novembre 1940, n. 1746      |
| Trient  | Trient   | Mausoleum Cesare Battisti | 1922 | Legge 2 aprile 1922, n. 468                  |

### Region Umbrien
| Provinz | Gemeinde | Monument                            | Jahr | Rechtsgrundlage                         |
| ------- | -------- | ----------------------------------- | ---- | --------------------------------------- |
| Perugia | Assisi   | Basilika San Francesco              | 1869 | Decreto del 25 giugno 1869              |
| Perugia | Foligno  | Kathedrale San Feliciano            | 1940 | Regio decreto 21 novembre 1940, n. 1746 |
| Perugia | Perugia  | Dom von Perugia                     | 1940 | Regio decreto 21 novembre 1940, n. 1746 |
| Perugia | Perugia  | Abteikirche San Pietro              | 1890 | Regio decreto 18 maggio 1890, n. 6891   |
| Perugia | Spoleto  | Kathedrale Santa Maria Assunta      | 1940 | Regio decreto 21 novembre 1940, n. 1746 |
| Perugia | Todi     | Konkathedrale Santissima Annunziata | 1940 | Regio decreto 21 novembre 1940, n. 1746 |
| Terni   | Narni    | Konkathedrale San Giovenale         | 1940 | Regio decreto 21 novembre 1940, n. 1746 |
| Terni   | Orvieto  | Dom von Orvieto                     | 1940 | Regio decreto 21 novembre 1940, n. 1746 |

### Region Venetien
| Provinz        | Gemeinde             | Monument                                   | Jahr | Rechtsgrundlage                                                  |
| -------------- | -------------------- | ------------------------------------------ | ---- | ---------------------------------------------------------------- |
| Belluno        | Belluno              | Kathedrale von Belluno                     | 1940 | Regio decreto 21 novembre 1940, n. 1746                          |
| Belluno        | Feltre               | Kathedrale San Pietro Apostolo             | 1941 | Regio Decreto 4 luglio 1941, n. 847                              |
| Belluno        | Longarone            | Friedhof der Opfer von Vajont              | 2003 | Decreto Presidente della Repubblica - 2 ottobre 2003             |
| Padua          | Padua                | Basilika Santa Giustina                    | 1946 | Decreto Capo Provvisorio dello Stato - 29 novembre 1946 - n. 534 |
| Padua          | Padua                | Kathedrale von Padua                       | 1940 | Regio decreto 21 novembre 1940, n. 1746                          |
| Padua          | Teolo                | Abtei Praglia                              | 1866 | Legge - 7 luglio 1866 - n. 3036                                  |
| Provinz Rovigo | Adria                | Kathedrale Santi Pietro e Paolo            | 1940 | Regio decreto 21 novembre 1940, n. 1746                          |
| Rovigo         | Fratta Polesine      | Haus von Giacomo Matteotti                 | 2017 | Legge 213 20 dicembre 2017                                       |
| Rovigo         | Rovigo               | Konkathedrale Santo Stefano Papa e Martire | 1940 | Regio decreto 21 novembre 1940, n. 1746                          |
| Treviso        | Riese Pio X          | Geburtshaus von Pius X.                    | 1952 | Decreto Presidente della Repubblica 14 marzo 1952, n. 353        |
| Treviso        | Treviso              | Dom von Treviso                            | 1940 | Regio decreto 21 novembre 1940, n. 1746                          |
| Treviso        | Vittorio Veneto      | Kathedrale Santa Maria Assunta             | 1940 | Regio decreto 21 novembre 1940, n. 1746                          |
| Venedig        | Chioggia             | Kathedrale von Chioggia                    | 1940 | Regio decreto 21 novembre 1940, n. 1746                          |
| Venedig        | Concordia Sagittaria | Kathedrale Santo Stefano Protomartire      | 1940 | Regio decreto 21 novembre 1940, n. 1746                          |
| Venedig        | Venedig              | Markusdom                                  | 1940 | Regio decreto 21 novembre 1940, n. 1746                          |
| Verona         | Verona               | Dom von Verona                             | 1940 | Regio decreto 21 novembre 1940, n. 1746                          |
| Vicenza        | Bassano del Grappa   | Ponte Vecchio di Bassano                   | 2019 | Legge 5 luglio 2019, n. 65                                       |
| Vicenza        | Vicenza              | Basilica Palladiana                        | 2014 | d.d.l. n. 1276 del 27/03/2014                                    |
| Vicenza        | Vicenza              | Kathedrale Santa Maria Annunciata          | 1940 | Regio decreto 21 novembre 1940, n. 1746                          |

## Aufgehobene Nationaldenkmale
| Region                  | Provinz               | Gemeinde            | Monument                            | Erlassen durch                                 | Aufgehoben durch                                                 |
| ----------------------- | --------------------- | ------------------- | ----------------------------------- | ---------------------------------------------- | ---------------------------------------------------------------- |
| Abruzzen                | Chieti                | Vasto               | Geburtshaus von Gabriele Rossetti   | Regio decreto-legge 17 aprile 1924, n. 618     | Decreto del Presidente della Repubblica 13 dicembre 2010, n. 248 |
| Abruzzen                | Pescara               | Pescara             | Geburtshaus von Gabriele D’Annunzio | Regio decreto-legge 14 aprile 1927, n. 782     | Decreto del Presidente della Repubblica 13 dicembre 2010, n. 248 |
| Apulien                 | Barletta-Andria-Trani | Trani               | Castel del Monte                    | Regio Decreto - 27 ottobre 1936, n. 2091       | Decreto del Presidente della Repubblica 13 dicembre 2010, n. 248 |
| Apulien                 | Lecce                 | Lecce               | Römisches Amphitheater              | Regio Decreto 1 febbraio 1906, n. 68           | Decreto del Presidente della Repubblica 13 dicembre 2010, n. 248 |
| Friaul-Julisch Venetien |                       | Osoppo              | Forte Osoppo                        | Regio decreto-legge 19 aprile 1923, n. 988     | Decreto del Presidente della Repubblica 13 dicembre 2010, n. 248 |
| Kalabrien               | Cosenza               | Belmonte Calabro    | Geburtshaus von Michele Bianchi     | Regio decreto-legge 24 novembre 1930, n. 1578  | Decreto del Presidente della Repubblica 13 dicembre 2010, n. 248 |
| Kampanien               | Neapel                | Pomigliano d’Arco   | Sepolcreto Imbriani-Poerio          | Regio decreto-legge 23 gennaio 1930, n. 65     | Decreto del Presidente della Repubblica 13 dicembre 2010, n. 248 |
| Kampanien               | Salerno               | Nocera Superiore    | Kirche Santa Maria Mater Domini     | Regio decreto-legge 17 luglio 1931, n. 1062    | Decreto del Presidente della Repubblica 13 dicembre 2010, n. 248 |
| Latium                  | Latina                | Cori                | Herkulestempel                      | Regio Decreto 24 luglio 1898, n. 359           | Decreto del Presidente della Repubblica 13 dicembre 2010, n. 248 |
| Latium                  | Rom                   | Grottaferrata       | Santa Maria di Grottaferrata        | Decreto ministeriale 28 febbraio 1874, n. 1    | Decreto del Presidente della Repubblica 13 dicembre 2010, n. 248 |
| Latium                  | Roma                  | Mentana             | Ossarium                            | Regio decreto 12 novembre 1899, n. 425         | Decreto del Presidente della Repubblica 13 dicembre 2010, n. 248 |
| Latium                  | Viterbo               | Viterbo             | Kloster Santa Rosa                  | Regio decreto-legge 23 settembre 1926, n. 1739 | Decreto del Presidente della Repubblica 13 dicembre 2010, n. 248 |
| Ligurien                | Genua                 | Genua               | Geburtshaus von Giuseppe Mazzini    | Regio Decreto 29 ottobre 1925, n. 1982         | Decreto del Presidente della Repubblica 13 dicembre 2010, n. 248 |
| Ligurien                | Savona                | Noli                | Kirche San Paragorio                | Regio Decreto 28 dicembre 1890, n. 7362        | Decreto del Presidente della Repubblica 13 dicembre 2010, n. 248 |
| Lombardei               | Bergamo               | Bergamo             | Geburtshaus von Gaetano Donizetti   | Regio Decreto 28 gennaio 1926, n. 338          | Decreto del Presidente della Repubblica 13 dicembre 2010, n. 248 |
| Marken                  | Ancona                | Maiolati Spontini   | Geburtshaus von Gaspare Spontini    | Regio Decreto 17 aprile 1924, n. 617           | Decreto del Presidente della Repubblica 13 dicembre 2010, n. 248 |
| Piemont                 | Alessandria           | Alessandria         | Kaserne „Giuseppe Beleno“           | Regio Decreto 17 maggio 1943, n. 566           | Decreto del Presidente della Repubblica 13 dicembre 2010, n. 248 |
| Piemont                 | Asti                  | Asti                | Geburtshaus von Vittorio Alfieri    | Regio Decreto 17 dicembre 1922, n. 1724        | Decreto del Presidente della Repubblica 13 dicembre 2010, n. 248 |
| Sizilien                | Agrigent              | Ribera              | Geburtshaus von Francesco Crispi    | Regio decreto 22 settembre 1927, n. 1942       | Decreto del Presidente della Repubblica 13 dicembre 2010, n. 248 |
| Sizilien                | Catania               | Catania             | Geburtshaus von Vincenzo Bellini    | Regio decreto 29 novembre 1923, n. 2707        | Decreto del Presidente della Repubblica 13 dicembre 2010, n. 248 |
| Sizilien                | Palermo               | Palermo             | Geburtshaus von Francesco Ferrara   | Regio decreto 18 marzo 1928, n. 860            | Decreto del Presidente della Repubblica 13 dicembre 2010, n. 248 |
| Toskana                 | Florenz               | Florenz             | Geburtshaus von Dante Alighieri     | Regio decreto 13 settembre 1893, n. 690        | Decreto del Presidente della Repubblica 13 dicembre 2010, n. 248 |
| Toskana                 | Pisa                  | Chianni             | Geburtshaus von Giordano da Pisa    | Regio Decreto 23 ottobre 1926, n. 1879         | Decreto del Presidente della Repubblica 13 dicembre 2010, n. 248 |
| Venetien                | Belluno               | Pieve di Cadore     | Geburtshaus von Tiziano Vecellio    | Regio Decreto - 17 dicembre 1922 - n. 1725     | Decreto del Presidente della Repubblica 13 dicembre 2010, n. 248 |
| Venetien                | Verona                | Peschiera del Garda | Palast des Festungskommandos        | Regio decreto 20 dicembre 1937, n. 2367        | Decreto del Presidente della Repubblica 13 dicembre 2010, n. 248 |

## Zone Monumentali
| Region                         | Provinz                 | Monument          | Jahr | Rechtsgrundlage                           |
| ------------------------------ | ----------------------- | ----------------- | ---- | ----------------------------------------- |
| Friaul-Julisch Venetien        |                         | Monte Sabotino    | 1922 | Regio Decreto - 29 ottobre 1922 - n. 1386 |
| Friaul-Julisch Venetien        |                         | Monte San Michele | 1922 | Regio Decreto - 29 ottobre 1922 - n. 1386 |
| Trentino-Südtirol und Venetien | Trient und Vicenza      | Monte Pasubio     | 1922 | Regio Decreto - 29 ottobre 1922 - n. 1386 |
| Venetien                       | Belluno/Treviso/Vicenza | Monte Grappa      | 1922 | Regio Decreto - 29 ottobre 1922 - n. 1386 |

### Aufgehobene Zone Monumentali
| Region            | Provinz | Monument                 | Erlassen durch                       | Aufgehoben durch                                                 |
| ----------------- | ------- | ------------------------ | ------------------------------------ | ---------------------------------------------------------------- |
| Trentino-Südtirol | Trient  | Castel Dante in Rovereto | Legge 27 giugno 1967, n. 534         | Decreto legislativo 15 marzo 2010, n. 66                         |
| Venetien          | Vicenza | Monte Berico             | Regio decreto 17 gennaio 1935, n. 30 | Decreto del Presidente della Repubblica 13 dicembre 2010, n. 248 |
| Venetien          | Vicenza | Monte Cengio             | Legge 27 giugno 1967, n. 534         | Decreto legislativo 15 marzo 2010, n. 66                         |
| Venetien          | Vicenza | Monte Ortigara           | Legge 27 giugno 1967, n. 534         | Decreto legislativo 15 marzo 2010, n. 66                         |